# Falangisme (Spanje)

vlag van de Falange Española

Falangisme is een politieke beweging die zijn origine heeft in het Spanje tijdens het interbellum. De beweging is geheel geënt op de ideeën van José Antonio Primo de Rivera, zoon van de voormalige Spaanse dictator Miguel Primo de Rivera, en heeft uitgesproken fascistoïde kenmerken. De naam komt van het Griekse woord falanx, de Oud-Griekse slagorde.
In Spanje werd deze beweging vertegenwoordigd door de Falange Española, gesticht in 1933.

## Ideologie
Falangisten streefden naar een corporatistische staat en naar nationale eenheid. Dit liet geen ruimte voor de diversiteit van de verschillende Spaanse volkeren als de Basken en de Catalanen. De nationale eenheid werd gebouwd rond een Spaans staatsnationalisme. Zodoende wezen falangisten racisme af, als natieverdelende factor. De Rooms-Katholieke Kerk was de officiële staatskerk, men had oog voor de Castiliaanse grootgrondbezitters. Ter bevordering van de nationale trots werden het imperialistische verleden van Spanje, en Spaanse helden als El Cid, Ferdinand II van Aragón, Christoffel Columbus verheerlijkt. Ook werd gestreefd naar een sociale hervorming, volgens solidaristisch principe. Hieraan werden anticommunistische geluiden gekoppeld.

## Geschiedenis falangisme in Spanje
De partij kwam voort uit twee kleinere fascistische groepjes, die geleid werden door José Antonio Primo de Rivera en Luís Ruiz de Alda, en werd opgericht op 29 oktober 1933. Tijdens het oprichtingscongres werd José Antonio tot Algemeen Leider (Jefe Nacional) van de Falange Española (FE) gekozen. Omdat de FE in financiële nood verkeerde fuseerde zij in 1934 met de in 1931 opgerichte Juntas de ofensiva Nacional Sindicalista van Ramiro Ledesma Ramos tot de Falange Española de las Juntas Ofensiva de Nacional Sindicalista (FE de las JONS). Ideologisch gezien was de Falange niet geheel fascistisch, maar ook populistisch-socialistisch (mede door de invloed van de sociaal voelende leiding der partij) en traditionalistisch (men greep vaak terug op het glorieuze Spaanse verleden). Vanaf de oprichting van de FE, en zeker na de fusie met de JONS, werden vriendschappelijke betrekkingen aangeknoopt met de fascistische PNF van Benito Mussolini en in mindere mate met de Duitse NSDAP van Adolf Hitler. Overigens was de FE de las JONS sterk gericht op het Italiaanse fascisme.
De FE de las JONS had ook enkele antisemitische trekjes, maar ging nooit zo ver als de Duitse nationaalsocialisten en later het Italiaanse fascisme. Wel was de Falange het bolwerk van personen die geloofden in joodse complotten en complotten van vrijmetselaars.
Bij de verkiezingen van februari 1936 behaalde de FE de las JONS maar twee zetels. Ledesma Ramos die al langer overhoop lag met José Antonio, stapte na de verkiezingsnederlaag uit de beweging en richtte de JONS opnieuw op. (Desondanks bleef de naam FE de las JONS behouden.) Wegens het toenemende straatgeweld en aanslagen, waar de Falange niet zelden bij betrokken was, werd de partij in maart 1936 door de regering verboden. José Antonio werd na het begin van de Spaanse Burgeroorlog geëxecuteerd in de gevangenis van Alicante. De falangisten sloten zich tijdens de Burgeroorlog bij de nationalisten van Franco aan, hoewel de falangisten door de conservatieve generaals (met name van de carlistische zijde) werd aangeduid als 'onze rode bondgenoten' (verwijzend naar het sociaalradicalisme dat de partij in haar beginjaren kenmerkte). Een exponent van de radicale vleugel binnen de FE de las JONS, Manuel Hedilla, werd in 1937 door de falangisten tot Jefe Nacional gekozen. Een paar dagen na zijn verkiezing, op 28 april 1937 werd hij echter door Franco aan de kant geschoven, omdat Hedilla zich tegen een fusie van de FE de las JONS met de carlistische Comunión Tradicionalista en alfonsistisch monarchistische Renovación Española verzette.
De afzetting van Hedilla maakte de weg vrij voor Franco om de fusie door te drijven en vervolgens het leiderschap op zich te nemen van de nieuwe beweging, de Falange Española Tradicionalista y de las Juntas de Ofensivas de Nacional Sindicalistas. Het dagelijks bestuur kwam in handen van een secretaris-generaal; vanaf 1939 was dit de minister-secretaris-generaal.
Nadat Franco de burgeroorlog in 1939 had gewonnen, zette hij zijn tijdens de burgeroorlog al begonnen pro-asmogendheden-koers voort. De meeste falangistische leden binnen de nieuwe FET y de las JONS waren overtuigde bondgenoten van het Italiaanse fascisme en stonden ook open voor veel ideeën uit het Duitse nationaalsocialisme. Na het uitbreken van de Tweede Wereldoorlog in september 1939, en zeker na de Blitzkrieg in West-Europa, groeide de sympathie binnen de Falange voor de asmogendheden. Vooraanstaande falangisten als Serrano Suñer (zwager van Franco) en generaal Augustin Muñoz Grandes streefden naar Spaanse deelname in de oorlog aan de zijde van de asmogendheden tegen de Sovjet-Unie.
De voorzichtige Franco wenste echter af te wachten en te zien of de successen van met name nazi-Duitsland niet van korte duur waren, hetgeen medio 1943 het geval bleek te zijn. Bovendien werd Franco in 1942 overtuigd van de kwade invloeden in de nazi-top, hij hoorde over massa-executies van joden, en besloot de Spaanse grenzen met bezet Frankrijk voor joodse vluchtelingen open te stellen; Franco gebood bovendien zijn diplomaten zo veel mogelijk joden te beschermen in Hongarije, Italië, België en Roemenië. Franco hield Spanje uiteindelijk dan ook uit de oorlog en in de loop van 1943 verving hij de pro-Duitse en pro-Italiaanse politici door gematigde en zelfs pro-Britse politici. Wel streed een voornamelijk uit falangisten bestaande División Azul (Blauwe Divisie) mee aan het oostfront tegen het Rode Leger. Na begin 1943 fungeerde deze divisie echter zonder toestemming van Franco en de Falange.
Al tijdens de eindfase van de Tweede Wereldoorlog distantieerde Franco zich van de asmogendheden en later zou hij zelfs ontkennen dat hij sympathie had gehad voor nazi-Duitsland en fascistisch Italië. In juni 1945 werden de laatste pro-Duitse falangisten uit zijn regering verwijderd.
In de jaren vijftig, toen Spanje steeds meer op de westerse wereld begon te leunen, raakte het falangisme in onbruik evenals de partijnaam. Hoewel de partijnaam officieel in 1967 werd gewijzigd in Movimiento Nacional (Nationale Beweging), bleef men tot de dood van Franco van Falange spreken. Pogingen van twee oud-secretarissen-generaal van de beweging om het fascisme van de Falange nieuw leven in te blazen, liepen op niets uit.
In de jaren zestig en begin jaren zeventig deed Franco nog amper een beroep op de falangistische vleugel van de FET y de las JONS en richtte zich voornamelijk op conservatieve katholieke politici en andere westers-georiënteerde denkers, onder wie naar verluidt leden van Opus Dei, de katholieke lekenbeweging die een aantal handige technocraten voortbracht.
Na het overlijden van Franco in november 1975 werd Spanje door toedoen van koning Juan Carlos en Franco's opvolgers die uit de Opus Dei-gelederen kwamen, omgevormd tot een moderne democratie. De FET y de las JONS (Movimiento Nacional) werd in 1977 ontbonden. Sindsdien tooien een aantal als semi-fascistisch en neofascistisch omschreven organisaties in Spanje zich met de naam Falange, zonder dat zij echter een rol van betekenis spelen.

## Symboliek
- El yugo y las flechas: het juk en de pijlen
- een donkerblauw hemd, symbool van de arbeider
- na de fusie met de Carlisten droegen falangisten ook een rode baret
- Cara al sol, hun hymne

## Verwante politici
- De voormalige Spaanse premier José María Aznar (PP) was tijdens zijn jeugd een falangist.
- Falangisme zelf is economisch gebaseerd op het vroege corporatisme van Mussolini.
- Francisco Franco eigende zich de macht over de Falange toe en veranderde de oorspronkelijke ideologie.
- De Spaanse falangistische partij en haar geschiedenis: Falange Española.

## Falangisme buiten Spanje
In tal van Latijns-Amerikaanse landen werden ook falangistische partijen opgericht. De Boliviaanse Sociale Falange was een van de grootste falangistische bewegingen in Latijns-Amerika. Andere voorbeelden zijn de Nationaal Synarchistische Unie in Mexico, en de Authentieke Nationalistische Partij in Venezuela. Ook de Falange in Libanon is voor een deel geïnspireerd door het Spaanse falangisme. In de Verenigde Staten bestaat de minuscule Christian Falangist Party of America.